# ジャニーン・リンデマルダー
ジャニーン・マリー・リンデマルダー（Janine Marie Lindemulder、1968年11月14日 - ）は、アメリカ合衆国カリフォルニア州ラミラダ出身のポルノ女優・エキゾチックダンサー。1990年代中頃と2004-2005年に復帰した時期のポルノ映画（主にジャニーンとのみクレジットされている）で最も有名である。

## 初期の経歴
リンデマルダーは1986年にハイスクールを卒業した後、ストリッパーとして働いて生活費を稼いだ。1987年に彼女はペントハウス誌のモデルとなり、1987年12月号にペントハウス・ペットとして初登場した。以後10年にわたりペントハウス誌に数回登場し、1990年のペット・オブ・ザ・イヤー次点に選ばれた。
ジャニーンは当初一般映画に出演しようとしていた。彼女のスクリーンデビューは『ムービング・ターゲット マイアミ連続殺人事件』という1988年のイタリア映画であった。『エクソシスト』で有名なリンダ・ブレアが主演し、ジャニーンは「Janine Linde」とクレジットされた。彼女は『ボッキーズ/童貞フィーバーU.S.A. (Spring Break USA)』(1989年) や『プリズン・エンジェル／女囚たちの夜』(1989年) などの一般映画への出演を続けたが、いずれも成功を収めたとは言い難かった。ペントハウス誌のグラビアは同社がリリースしたビデオ『Satin & Lace』(1992年) の出演に結び付いた。このビデオには雑誌から様々なモデルが出演している。この出演は結果的に彼女をポルノ映画デビューへと導いた。

## ポルノ映画界
リンデマルダーはアンドリュー・ブレイク監督の1992年の映画『ナイト・トリップス5 (Hidden Obsessions)』でポルノデビューを果たした。彼女は更に2本のポルノ映画に出演した後、最大手のポルノ製作会社であるヴィヴィッド・エンターテインメントの傘下に入り、ヴィヴィッド・ガールズと呼ばれる契約女優の1人となった。契約はレズビアンシーンへの出演のみに範囲が定められたものであり、これが彼女のトレードマークにもなった。ビビッドによる彼女の最初の映画は1993年の『Parlor Games』で、以後ビビッドのもとで50本以上の作品に出演し続けた。
ヴィヴィッドとの契約期間中、ジャニーンは他の形態のエンターテインメントにも進出した。彼女はジュリア・アンとエキゾチック・ダンスデュオ、「ブロンデージ (Blondage)」を結成し、デュオはビビッドのビデオの数作において呼び物となった。ジャニーンはハワード・スターンのテレビ・ラジオ番組にゲストとして出演した。またスターンの映画『プライベート・パーツ』にも出演している。リンデマルダーはブリンク 182が1999年にリリースしたアルバム『エニマ・オブ・アメリカ』のジャケットとシングルカットされた「What's My Age Again?」のミュージック・ビデオにナース役で出演している。彼女は他にも何本かのミュージック・ビデオに出演した。
1999年、ジャニーンは幼稚園教員に従事するためにポルノ映画界から去ったと発表した。彼女は引退の理由として彼女自身の子育てにも、もっと専念したいという点を挙げている。2004年4月彼女は現役復帰を宣言し、女優とだけでは無く同様に男優とも絡んでいると公表した。彼女は古巣のヴィヴィッドと契約し、同社ブランドの下で8本の映画に主演した。彼女の男優との初セックスシーンは、2004年の映画『Maneater』で相手役はニック・マニングだった。ビビッドとの契約期間満了後、ジャニーンはデジタル・プレイグラウンド社と契約し、同社の映画数本に出演した。2005年11月、リンデマルダーは自身の公式サイトのフォーラムで、再度ポルノ映画から引退したと発表した。しかし2006年1月に2つのAVNアワードを獲得した後に、もう1度復帰している。彼女は男優・女優双方と演じ続け、2007年4月に初公開された『Janine Loves Jenna』では有名なポルノスター、ジェナ・ジェイムソンと共演した。

## 私生活
ジャニーンは1988年から1996年まで元建設業労働者と結婚していた。1991年にはタイラーという息子も生まれた。この結婚が終わった後、ジャニーンは「MTVヘッドバンガーズ・ボール」の司会者リキ・ラクトマン (Riki Rachtman) や、ロックスターのヴィンス・ニールと交際した。ジャニーン、ヴィンス、そしてモザイクに覆い隠されたブランディ・レッドフォードのプライベートセックスビデオが流出し、パメラ・アンダーソンのセックスビデオを配信した同じ会社により1998年にリリースされた。ニールとジャニーンのハードコアセックスシーンは、彼女が「公式に」男優と絡んだビデオの発売に数年先んじている。
2002年、リンデマルダーはチョッパーの販売で知られるウェストコースト・チョッパーズの創設者ジェシー・G・ジェームズ (Jesse G. James) と再婚した。2003年、ジェームズは妊娠7ヶ月のジャニーンを置いてサンドラ・ブロックのもとに走った。彼らは後に離婚した。リンデマルダーは2004年1月1日に娘のサニー・ジェームズを出産した。ジャニーンとジェシーの結婚はディスカバリーチャンネルの特番『Motorcycle Mania 3』でドキュメンタリー化され、結婚式の模様から、ジェームズに花瓶を投げつけ暴行容疑で逮捕されるジャニーンにいたるまで、彼らの関係について幅広く放映された。
ジャニーンはポルノパフォーマーでモデルのケリー・マディソンの従妹である。ジャニーンは最初の引退と復帰の間に、身体の広範囲にわたりタトゥーを施し、乳首と性器にピアスの穴をあけている。
2008年8月、ジャニーンは脱税の容疑を認めた。彼女は200,000ドル以上の追徴課税を払うことができず、自身の税負債を知りながら、647,000ドルの家の頭金を払い、2台の新車を購入した。ジャニーンは最高で懲役1年と100,000ドルの罰金を科せられる可能性があった。
2008年12月、リンデマルダーは米国連邦刑務所に6ヵ月服役という判決を下された。判事は彼女に刑務所から釈放後、最高で6ヵ月間矯正センターの住宅共同体に住み、1年間は監督を受けるよう命じた。彼女はまた米国政府に支払う義務のある約294,000ドルを弁済するよう命令された。2009年4月現在、彼女はカリフォルニア州アデラントに近いヴィクターヴィル連邦刑務所に収監されており、2009年9月8日に釈放される予定である。彼女は自身のサイトのウェブマスターに刑務所から手紙を書いてブログを更新し、GED合格を達成する計画をたてている。
リンデマルダーの有罪判決によって、元夫ジェシー・ジェームズと彼の現在の妻サンドラ・ブロックは、ジェシーとジャニーンの5歳の娘の完全な養育権を一時的に与えられた。

## 受賞歴
- 1993年 XRCO 最優秀レズビアンシーン – 『ナイト・トリップス5 (Hidden Obsessions)』(ジュリア・アンと)[30]
- 1994年 AVN 最優秀レズビアンシーン（映画） – 『ナイト・トリップス5』(ジュリア・アンと)[31]
- 1997年 AVN 最優秀焦らし演技 - 『Extreme Close-Up』[31]
- 2000年 AVN 最優秀レズビアンシーン（映画） – 『エロチカ・セブン (Seven Deadly Sins)』(ジュリア・アンと)[31]
- 2000年 AVN 最優秀助演女優（映画） – 『エロチカ・セブン』[31]
- 2002年 AVN殿堂顕彰[32]
- 2006年 AVN 最優秀レズビアンシーン（ビデオ） – 『レジェンド・オブ・パイレーツ 海賊島の秘宝 (Pirates)』(ジェシー・ジェーンと)[16]
- 2006年 AVN 最優秀主演女優（ビデオ） – 『レジェンド・オブ・パイレーツ 海賊島の秘宝』[16]
- 2006年 XRCO 年間最優秀MILF（熟女）[33]
- 2007年 AVN 最優秀男女セックスシーン（映画） - 『Emperor』(マニュエル・フェラーラと)[34]
- 2007年 XRCO殿堂顕彰[33]